# Christine Salterberg
Christine Salterberg (* 9. Juni 1994 in Köln) ist eine ehemalige deutsche Leichtathletin, die sich auf den 400-Meter-Hürdenlauf spezialisiert hatte. In dieser Disziplin wurde sie 2018 in Nürnberg Deutsche Meisterin. Daneben lief sie auch Sprints zwischen 100 und 400 Meter als auch Staffeln.

## Berufsweg
Salterberg ist in Rösrath aufgewachsen und machte 2013 am dortigen Freiherr-vom-Stein Gymnasium ihr Abitur. Seit Herbst 2014 ist sie Studentin für das Grundschullehramt an der Deutschen Sporthochschule Köln und der Universität zu Köln.

## Sportliche Karriere
Schon früh begann Christine Salterberg mit dem Sport: mit sechs Jahren zunächst mit Tennis, dann mit acht Jahren parallel dazu mit der Leichtathletik. Ihr erster Trainer beim TuS Köln rrh., Georgi Kamenezki, erkannte bald ihr Talent für die Hürden.
2009 lief Salterberg als 14-Jährige erstmals die mit Hürden bestellte Stadionrunde und schaffte auf Anhieb die Norm für die Deutschen Jugendmeisterschaften, obwohl sie noch der Altersklasse W15 angehörte.
2010 schaffte es Salterberg bei den Deutschen Jugendmeisterschaften über die 400 Meter Hürden bis ins B-Finale der B-Jugend (U18).
2011 wurde sie Deutsche U18-Vizemeisterin über die Hürden. Einen Monat zuvor hatte sie ihren ersten internationalen Auftritt bei den U18-Weltmeisterschaften in Lille, wo sie wegen eines Fehlstarts in der Vorrunde ausschied.
2012 erreichte Salterberg den 9. Platz bei den U20-Weltmeisterschaften in Barcelona und wurde eine Woche später Deutsche U20-Meisterin. Am Jahresende führte sie mit 57,65 s über die 400 Meter Hürden die deutsche U20-Bestenliste an.
2013 belegte Salterberg bei den U20-Europameisterschaften in Rieti im Finale den 6. Platz und konnte eine Woche später ihren Titel als Deutsche U20-Meisterin verteidigen. Am Jahresende führte sie mit 57,94 s über die 400 Meter Hürden erneut die deutsche U23-Bestenliste an.
2014 folgten der erste deutsche Meistertitel über 400 Meter Hürden in der Altersklasse U23 und mit persönlicher bestleistung von 57,55 s ein 3. Platz bei den Deutschen Meisterschaften der Aktiven. Am Jahresende führte sie mit 57,55 s über die 400 Meter Hürden nun die deutsche U23-Bestenliste an und zählte damit in der U23 zu Europas Top Acht.
2015 wechselte Salterberg zu Trainer Andreas Gentz beim LT DSHS Köln und wurde erstmals Deutsche Hallenmeisterin bei den Aktiven mit der 4-mal-200-Meter-Staffel. Beim 60-Meter-Hürdenlauf kam sie auf den 8. Platz. Über 100 Meter Hürden konnte Salterberg Deutsche Hochschulmeisterin werden. Mit der 4-mal-100-Meter-Staffel holte sie Bronze bei den Deutschen Meisterschaften, wo sie über die 100 Meter Hürden Rang acht erreichte.
Auch 2016 wurde sie mit den 4-mal-400-Meter-Staffeln der LT DSHS Köln Deutsche Meisterin: in der U23 und bei den Aktiven. Über die 400 Meter Hürden belegte Salterberg den 3. Platz bei den Deutschen Meisterschaften.
2017 holte sie erneut Bronze bei den Deutschen Meisterschaften über die 400 Meter Hürden.
2018 wurde Salterberg in Nürnberg erstmals Deutsche Meisterin über die 400 Meter Hürden und holte wiederum den Titel mit der 4-mal-400-Meter-Staffel.
2019 wurde sie in Köln Deutsche Hochschulmeisterin über die 400 Meter Hürden und nahm an der 30. Sommer-Universiade in Neapel teil. Hier wurde sie 7. über die 400 Meter Hürden und 6. mit der deutschen 4-mal-400-Meter-Staffel. Bei den Deutschen Meisterschaften in Berlin holte Salterberg genauso Bronze über die 400 Meter Hürden wie bei den Deutschen Staffelmeisterschaften in Wetzlar mit der 4-mal-400-Meter-Staffel des LT DSHS Köln.
2021 wurde sie bei den Deutschen Meisterschaften in Braunschweig Deutsche Vizemeisterin über die 400 Meter Hürden.
2022 beendete sie ihre Sportkarriere.
Ihre persönliche Bestleistung über die 400 Meter Hürden stellte sie 2019 bei den Deutschen Meisterschaften in Berlin mit 56,57 s auf.

## Ehrungen
- Für den 6. Platz bei den U20-Europameisterschaften vom Leichtathletik-Verband Nordrhein als beste Jugendleichtathletin des Jahres 2013 ausgezeichnet.[5]

## Persönliche Bestleistungen
(Stand: 9. Juli 2021)

### Halle
- 60 m: 7,64 s, (14. Januar 2015 Leverkusen)
- 200 m: 24,11 s, (17. Januar 2015 Leverkusen)
- 400 m: 55,10 s, (2. Februar 2019 Leverkusen)
- 60 m Hürden: 8,32 s, (17. Januar 2015 Leverkusen)

### Freiluft
- 100 m: 12,02 s (+1,3 m/s), (28. Juni 2014 Dormagen)
- 200 m: 24,27 s (−0,7 m/s), (28. Juni 2014 Dormagen)
- 400 m: 54,95 s, (22. August 2020 Siegburg)
- 100 m Hürden: 13,66 s (+0,3 m/s), (14. Mai 2015 Münster)
- 400 m Hürden: 56,57 s, (4. August 2019 Berlin)

## Erfolge

### National
- 2011: 2. Platz 400 m Hürden DJM U18[6]
- 2012: 1. Platz 400 m Hürden DJM U20[7]
- 2013: 1. Platz 400 m Hürden DJM U20[8]
- 2013: 2. Platz 400 m Hürden DM U23[9]
- 2014: 1. Platz 400 m Hürden DM U23[10]
- 2014: 3. Platz 400 m Hürden DM[11]
- 2015: 1. Platz 4 × 200 m DM (Halle)[12]
- 2015: 1. Platz 100 m Hürden Deutsche Hochschulmeisterschaften[13]
- 2015: 3. Platz 4 × 100 m DM[14]
- 2016: 1. Platz 4 × 400 m DM
- 2016: 3. Platz 400 m Hürden DM[15]
- 2016: 1. Platz 4 × 400 m DM U23, 3. Platz 400 m Hürden DM U23[16]
- 2016: 3. Platz 4 × 200 m DM (Halle)[17]
- 2017: 3. Platz 400 m Hürden DM[18]
- 2018: 1. Platz 400 m Hürden und 4 × 400 m DM[19]
- 2019: 1. Platz 400 m Hürden Deutsche Hochschulmeisterschaften[20]
- 2019: 3. Platz 4 × 400 m DM[21]
- 2019: 3. Platz 400 m Hürden DM[22]
- 2021: 2. Platz 400 m Hürden DM[23]

### International
- 2012: 9. Platz 400 m Hürden U20-WM Barcelona[24]
- 2013: 6. Platz 400 m Hürden U20-EM Rieti[25]
- 2019: 7. Platz 400 m Hürden und 6. Platz 4 × 400 m Sommer-Universiade Neapel[26]